# Cao Jie (eunuc)
Cao Jie (mort el 181 EC, xinès tradicional: 曹節, xinès simplificat: 曹节, pinyin: Caó Jié) va ser un eunuc xinès durant el període de la tardana Dinastia Han Oriental que va servir l'Emperador Ling de Han. Es va veure involucrat en una lluita pel poder contra una facció rival, dirigida per Dou Wu i Chen Fan, durant el regnat de l'Emperador Huan (r. 146–168) i els inicis del regnat de l'emperador Ling. Ell acabaria sent el responsable de les morts de Dou i Chen.
Al començament de la novel·la històrica del segle XIV el Romanç dels Tres Regnes Cao Jie és llistat com un dels Deu membres regulars del seguici (també coneguts com els Deu Eunucs o Deu Assistents, un grup d'eunucs cortesans que tenien una gran influència en la cort imperial Han), tot i que històricament no va ser membre d'eixe grup.
El seu gendre Feng Fang es va convertir més tard en un dels 8 coronels de l'Exèrcit del jardí occidental.